# Anna de Mecklemburg
Anna de Mecklemburg (alemany: Anna von Mecklemburg-Güstrow, Wismar, 14 d'octubre 1533 - Schwerin, 4 de juliol 1602), va contreure matrimoni el 12 de març de 1566, amb el duc de Curlàndia i Semigàlia, Gotthard Kettler a Königsberg, va ser duquessa consort des del 1566 al 1587, data de la mort del seu marit. Era la filla d'Albert VII de Mecklemburg i Anna de Brandeburg. Anna és la primera dona a Livònia, que la seva vida està històricament documentada.